# Europe a Nation

Bandiera della British Union of Fascists

Europe a Nation (in italiano: Europa una Nazione) è stata una politica elaborata dal politico fascista britannico Oswald Mosley come fondamento dell'Union Movement (successore del British Union of Fascists) di cui era il leader. Essa consiste nel voler unire l'Europa in un'unica entità politica; essa è quindi una forma di nazionalismo europeo. L'impero europeo avrebbe dovuto mantenere secondo Mosley anche un forte controllo coloniale e imperialista sull'Africa.
Sebbene tale ideale non sia riuscita a ottenere un ampio sostegno all'interno del movimento, esso si è dimostrato molto influente nell'estrema destra in Europa.

## Origini
L'idea di una Europa unita cominciò a svilupparsi negli ultimi giorni della seconda guerra mondiale. Concetti come Nation Europa ed Eurafrika, entrambi alla ricerca di un'unione sempre più stretta tra i Paesi europei, guadagnarono terreno nell'estrema destra tedesca nell'immediato dopoguerra della seconda guerra mondiale. Mosley, che verso la fine della guerra aveva imparato a leggere il tedesco, ha letto diversi opuscoli che discutevano di questa idea, ed egli ne fu fortemente influenzato. Egli fu influenzato anche dal manifesto di Verona in cui si parlava anche della fondazione di una Comunità Europea.
Mosley ha affermato di aver sostenuto per la prima volta qualcosa simile a Europe a Nation già nei discorsi del 1936. Nel suo saggio pubblicato nel 1936, The World Alternative, Mosley ha scritto "Dobbiamo tornare al concetto fondamentale di unione europea che animò la generazione di guerra del 1918" e propose "l'unione dell'Europa all'interno dell'universalismo del Movimento Moderno". Nel libro di Mosley Tomorrow We Live, pubblicato nel 1938, egli ha scritto che la politica della BUF era a favore di una "Europa unita" e di una "Nuova Europa".